# Leptocera cilifera
Leptocera cilifera är en tvåvingeart som först beskrevs av Camillo Rondani 1880.  Leptocera cilifera ingår i släktet Leptocera och familjen hoppflugor. Inga underarter finns listade i Catalogue of Life.